# Kabinett Cajander I
Das Kabinett Cajander I war das 8. Kabinett in der Geschichte Finnlands. Es amtierte vom 2. Juni 1922 bis zum 14. November 1922. Es handelte sich um eine parteiunabhängige Beamtenregierung.

## Minister
| Ressort                                   | Name                 | Amtszeitbeginn | Amtszeitende      |
| ----------------------------------------- | -------------------- | -------------- | ----------------- |
| Ministerpräsident                         | Aimo Kaarlo Cajander | 2. Juni 1922   | 14. November 1922 |
| Äußeres                                   | Carl Enckell         | 2. Juni 1922   | 14. November 1922 |
| Justiz                                    | Oskar Lilius         | 2. Juni 1922   | 14. November 1922 |
| Inneres                                   | Yrjö Johannes Eskelä | 2. Juni 1922   | 14. November 1922 |
| Verteidigung                              | Bruno Jalander       | 2. Juni 1922   | 14. November 1922 |
| Finanzen                                  | Ernst Gråsten        | 2. Juni 1922   | 14. November 1922 |
| Bildung                                   | Yrjö Loimaranta      | 2. Juni 1922   | 14. November 1922 |
| Landwirtschaft                            | Östen Elfving        | 2. Juni 1922   | 14. November 1922 |
| stellvertretender Landwirtschaftsminister | Aimo Kaarlo Cajander | 2. Juni 1922   | 14. November 1922 |
| Verkehr und öffentliche Arbeiten          | Evert Skogström      | 2. Juni 1922   | 14. November 1922 |
| Handel und Industrie                      | Aukusti Aho          | 2. Juni 1922   | 14. November 1922 |
| Soziales                                  | Eino Kuusi           | 2. Juni 1922   | 14. November 1922 |